# Thảm sát Kishinev

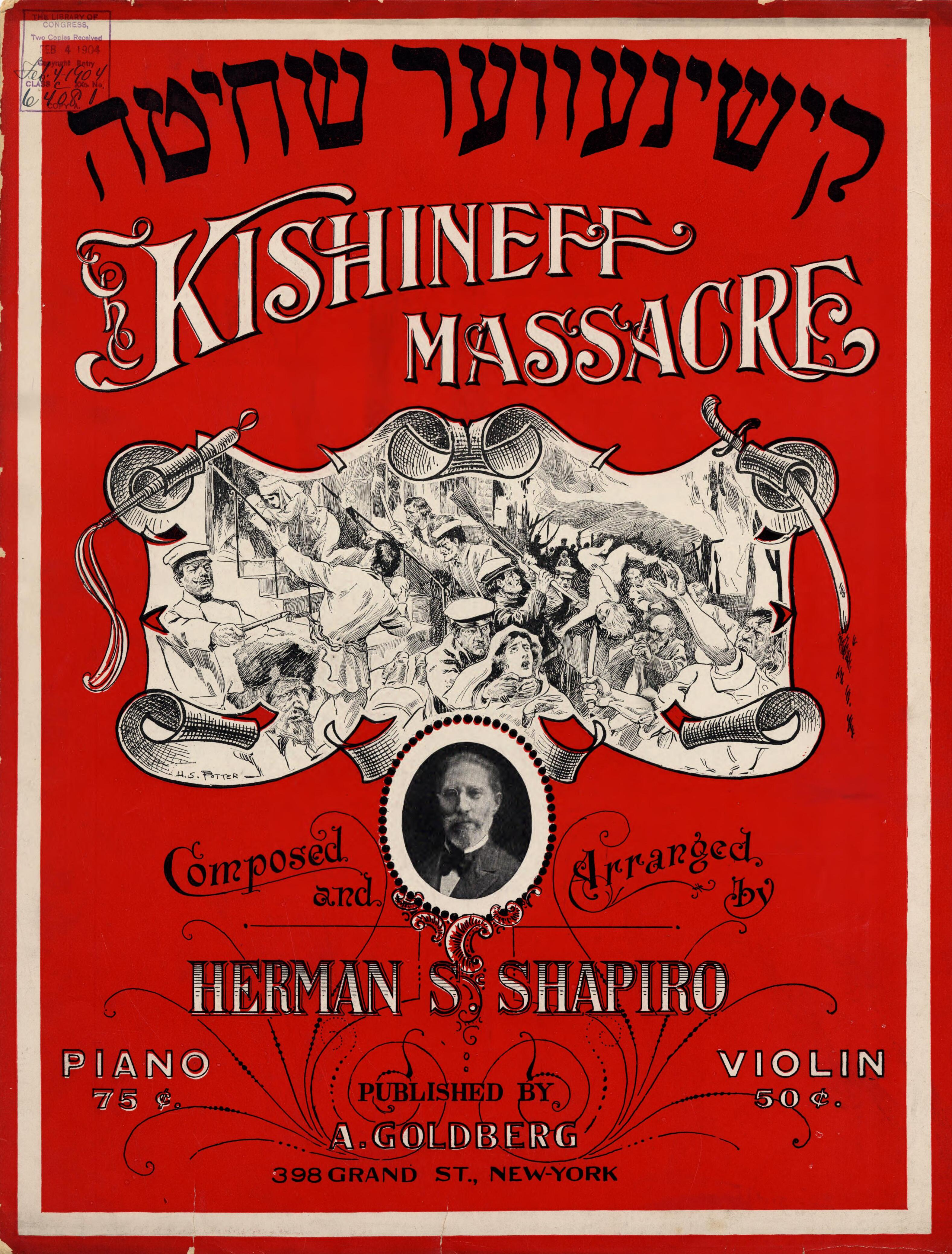
Herman S. Shapiro. "Kishinever shekhita, elegie" Kishinev Massacre Elegy. New York: Asna Goldberg, 1904. Irene Heskes Collection. Minh họa ở giữa miêu tả này miêu tả cuộc tàn sát Kishinev tháng 4 năm 1903.

Vụ thảm sát Kishinev là một cuộc thảm sát bắt đầu từ ngày 6-7 tháng 4 năm 1903 ở Kishinev (Chişinău) lúc đó là thủ phủ của tỉnh Bessarabia của Đế quốc Nga, nay là thủ đô của Moldova Cuộc thảm sát Kishinev là một trong những vụ thảm sát người Do Thái đẫm máu nhất ở Nga.
Cuộc bạo động sau đó bùng phát tháng 10 năm 1905. 
Trong làn sóng bạo lực đầu tiên có liên quan đến Lễ Phục Sinh, 49 người Do Thái đã bị giết, số lượng lớn phụ nữ Do Thái bị cưỡng hiếp và 1.500 căn nhà bị hư hỏng. Người Do Thái Mỹ bắt đầu trợ giúp tài chính có tổ chức quy mô lớn và hỗ trợ di cư. 
Vụ việc tập trung chú ý tiêu cực trên toàn thế giới vào cuộc bức hại người Do Thái ở Nga.

## Cuộc tàn sát đầu tiên
Một tờ báo phổ biến nhất ở Kishinev, tờ báo tiếng Nga bài Do Thái Бессарабец (Bessarabetz, nghĩa là những người "Bessarabia"), xuất bản bởi Pavel Krushevan, thường xuyên xuất bản các bài viết với tiêu đề như "Cái chết cho người Do Thái!" và "Chiến dịch chống lại chủng tộc đáng ghét!" (đề cập đến người Do Thái). Khi một cậu bé Ukraina không theo đạo, Mikhail Rybachenko, được tìm thấy bị giết tại thị trấn Dubossary, khoảng 25 dặm về phía bắc của Kishinev, và một cô gái tự tử bằng cách uống thuốc được tuyên bố đã chết trong một bệnh viện Do Thái, bài báo của Bessarabetz nói rằng cả hai đứa trẻ đã bị cộng đồng người Do Thái giết vì giết mổ máu để chuẩn bị Matzo cho Lễ Vượt Qua. Một tờ báo khác, "Свет" ("Svet", "Ánh sáng") cũng có những lời đồn đại tương tự. Những cáo buộc này, và sự thúc giục của giám mục Chính thống Nga của thị trấn, đã gây ra cuộc thảm sát.
Cuộc thảm sát bắt đầu vào ngày 19 tháng 4 (ngày 6 tháng 4 theo lịch Julia vào thời đó được sử dụng trong đế quốc Nga) sau khi các giáo đoàn bị trục xuất khỏi các nhà thờ vào Chủ nhật Phục Sinh. Trong hai ngày xảy ra bạo loạn, 47 người (có tài liệu ghi 49 người) Do Thái bị giết chết, 92 người bị thương nặng và 500 người bị thương nhẹ, 700 ngôi nhà bị phá hủy và 600 cửa hàng bị cướp phá. The Times đã xuất bản một bản thông báo nhanh giả bởi Vyacheslav von Plehve, Bộ trưởng Nội vụ, cho thống đốc Bessarabia, ra lệnh không được ngăn chặn những người bạo loạn, nhưng, trong mọi trường hợp, cảnh sát và quân đội đều không làm gì để ngăn chặn bạo loạn cho đến ngày bạo loạn thứ ba.